# (2871) Schober
(2871) Schober es un asteroide perteneciente al cinturón de asteroides, descubierto el 30 de agosto de 1981 por Edward Bowell desde la Estación Anderson Mesa (condado de Coconino, cerca de Flagstaff, Arizona, Estados Unidos).

## Designación y nombre
Designado provisionalmente como 1981 QC2. Fue nombrado Schober en honor al astrónomo austríaco Hans Josef Schober.